# Konchitsya leto
"Konchitsya leto" (em russo : Кончится лето, lit. 'O verão está acabando/O verão vai acabar'), também conhecida como "Leto" (em russo: Лето, lit. ' Verão') ou "Ya zhdu otveta" (em russo : Я жду ответа, lit. ' Estou esperando uma resposta') é uma canção do grupo de rock soviético Kino, do álbum Black Album, escrita na primavera de 1990 e lançada após a morte do vocalista Viktor Tsoi. A canção foi gravada em um estúdio portuário em uma dacha em Plieņciems, na Letônia, onde Tsoi foi relaxar após um show no Estádio Luzhniki.

## História
A música foi composta, juntamente com outras que mais tarde integraram o “Álbum Negro”, na primavera de 1990, no apartamento de Natalia Razlogova, no bairro de Belyayevo, em Moscou, onde Viktor e Natalia moravam na época. A gravação foi feita em um gravador com um violão. Parte dessa gravação, com o primeiro verso incompleto, foi posteriormente publicada em 2018.
A gravação do futuro álbum foi feita no verão de 1990 no estúdio Yamaha MT-44, na vila de Plienciems, perto de Jūrmala, na atual Letônia. No caderno de Viktor, há um rascunho da lista de faixas, na qual a música é chamada de “Waiting for an Answer”. Após a morte de Tsoi, a gravação foi revisada e lançada no “Álbum Preto” em janeiro de 1991.
Uma versão preliminar da mixagem da música foi gravada anteriormente em uma fita cassete de amostra e posteriormente lançada em 2002 como parte da compilação “Poslednie zapisi” (ou “As Últimas Gravações”).

## Análise
De acordo com E. I. Shadzhanova, a música “Summer Will End” (“Waiting for an Answer”), como todas as músicas do “Álbum Negro”, está impregnada com a expectativa e a premonição da morte. Nessa música, como observa Shadzhanova, através do fato de que o movimento é substituído pela estática, a semântica do conceito de “Tao” é realizada e desenvolvida. O fato de que os estímulos externos para a ação não funcionam e não há estímulos internos (não há sentido em seguir em frente e não há como voltar atrás) e, segundo Shadzhanova, reside o primeiro momento significativo para interpretar o conceito de “tao”.
O herói da canção, segundo Shadzhanova, sente que chegou a um beco sem saída ou que terminou sua jornada, tendo perdido seu incentivo interior. Nas últimas linhas do refrão (“... Estou esperando por uma resposta. / Não há mais esperanças. / O verão logo terminará. / Isso..."), como escreve Shadzhanova, concentra-se o sentimento da aproximação da morte. Ele observou ainda que o fato de Tsoi ter morrido na estrada naquele mesmo verão (15 de agosto de 1990) tornou a canção mais simbólica, já que aquele verão acabou sendo o último dele.
O próprio espaço em que o herói da canção existe, segundo Shadzhanova, fecha-se à sua volta, encerrando-o no centro de um ciclo fechado (“... e assim ano após ano passa”, “pela centésima vez...” Devido a esse sentimento, o protagonista volta a se sentir desesperançado e inseguro (“talvez haja pelo menos um dia...”), do qual, ao que parece, ele havia se libertado. Shadzhanova sugere que é precisamente essa mudança que está relacionada com o sentimento de morte iminente que assombrava Tsoi (“a vida vai passar”).
De acordo com N. K. Nezhdanova, a canção “O verão vai acabar” (“Esperando por uma resposta”) é permeada de ironia. A própria existência em paz é descrita na canção de forma irônica: “Comemos por um dia e bebemos por três / E, em geral, vivemos felizes”. A frase “Chuva fora da janela” na canção fala da existência de outro mundo, onde o bem-estar é imoral. Na canção, o protagonista de Viktor Tsoi está mais próximo da chuva, é o seu clima.

## Pessoal
- Viktor Tsoi - vocais
- Yuri Kasparyan  - guitarra principal, vocais de apoio
- Igor Tikhomirov  - baixo, baixo sintetizado
- Georgy Guryanov - programação da bateria eletrônica “Yamaha RX-5”

## Na arte
Os créditos finais do filme “Leto”, de Kirill Serebrennikov, sobre o jovem Viktor Tsoi e a cultura rock underground de Leningrado no início dos anos 80, são acompanhados pela música Konchitsya leto.
A música deu título ao filme russo-cazaque “O Verão Está Acabando” (2023). O canal de TV Kino fez uma resenha do filme, na qual Ekaterina Zagvozdkina observou: “O filme começa com um show de Viktor Tsoi na cidade de Almaty e termina no dia seguinte à sua morte, em 15 de agosto de 1990. Esta época é a era Tsoi, ou melhor, o seu fim, mas o filme conta uma história diferente. Um dos heróis, o líder dos punks do bairro, é uma cópia de Tsoi”.

## Apresentações de outros músicos
- Em 2000, a música foi gravada pelo grupo “Kukryniksy” para o projeto tributo “KINOproby”.
- Em 2012, no concerto “Viktor Tsoi. 50 anos!” no Olympic SC, a música foi interpretada pelos grupos “Kukryniksy” e “U-Piter”.[10]
- Em 2018, Leonid Agutin criou sua própria versão da música junto com o grupo “Esperanto”, adicionando trompetes e bateria adicional.[11] Agutin também gravou um vídeo para a música com imagens do festival “KINOproby. Solstice” em Okulovka.[12]
- Em 2018, uma versão de estúdio da música foi lançada por Neuromonk Feofan junto com Daniil Svetlov, que a apresentou pela primeira vez no festival KINOproby. Solstice em Okulovka naquele mesmo ano.[12]